# Єф Герартс
Єф Ге́рартс (нід. Jef Geeraerts, повне ім'я Йозеф Адріаан Анна Герартс (нід. Jozef Adriaan Anna Geeraerts); 23 лютого 1930, Антверпен, Бельгія — 11 травня 2015, Гент, Бельгія) — бельгійський (фламандський) письменник. Був колоніальним адміністратором у Бельгійському Конго. Після проголошення незалежності Конго він відправив дружину і дітей назад до Бельгії, а в серпні 1960 року сам також повернувся до Бельгії. Протягом наступних шести років уряд виплачував йому допомогу. Після цього він вирішив стати письменником і вступив до Брюссельського вільного університету для вивчення германських мов. Після закінчення навчання Єф Герартс написав роман «Ik ben maar een neger» («Я всього лише негр») (раніше Єф Герартс написав свій найперший роман «Heet water» («Гаряча вода»), проте, з невідомих причин, цей роман так і не був опублікований). Згодом став писати детективи і трилери. Найбільш відомий його роман «Синдром Альцгеймера», написаний у 1985 році, був у 2003 році екранізований. Інший його роман,«Досьє К.», написаний у 2002 році, був екранізований у 2009 році.